# Rouvrois-sur-Meuse
Rouvrois-sur-Meuse ist eine französische Gemeinde mit 195 Einwohnern (Stand: 1. Januar 2022) im Département Meuse in der Region Grand Est (bis 2015 Lothringen). Sie gehört zum Arrondissement Commercy und zum Kanton Saint-Mihiel. 

## Geografie
Rouvrois-sur-Meuse liegt an der Maas (französisch: Meuse), etwa 27 Kilometer südsüdöstlich von Verdun. Das Gemeindegebiet ist Teil des Regionalen Naturparks Lothringen. Umgeben wird Rouvrois-sur-Meuse von den Nachbargemeinden Lacroix-sur-Meuse im Norden, Lamorville im Nordosten und Osten, Maizey im Süden sowie Bannoncourt im Westen und Nordwesten.

## Bevölkerungsentwicklung
| Jahr                       | 1962 | 1968 | 1975 | 1982 | 1990 | 1999 | 2006 | 2011 | 2019 |
| Einwohner                  | 194  | 203  | 195  | 161  | 154  | 179  | 191  | 181  | 221  |
| Quellen: Cassini und INSEE |      |      |      |      |      |      |      |      |      |

## Sehenswürdigkeiten
- Kirche Saint-Laurent, zerstört im Ersten Weltkrieg, 1926 wieder errichtet

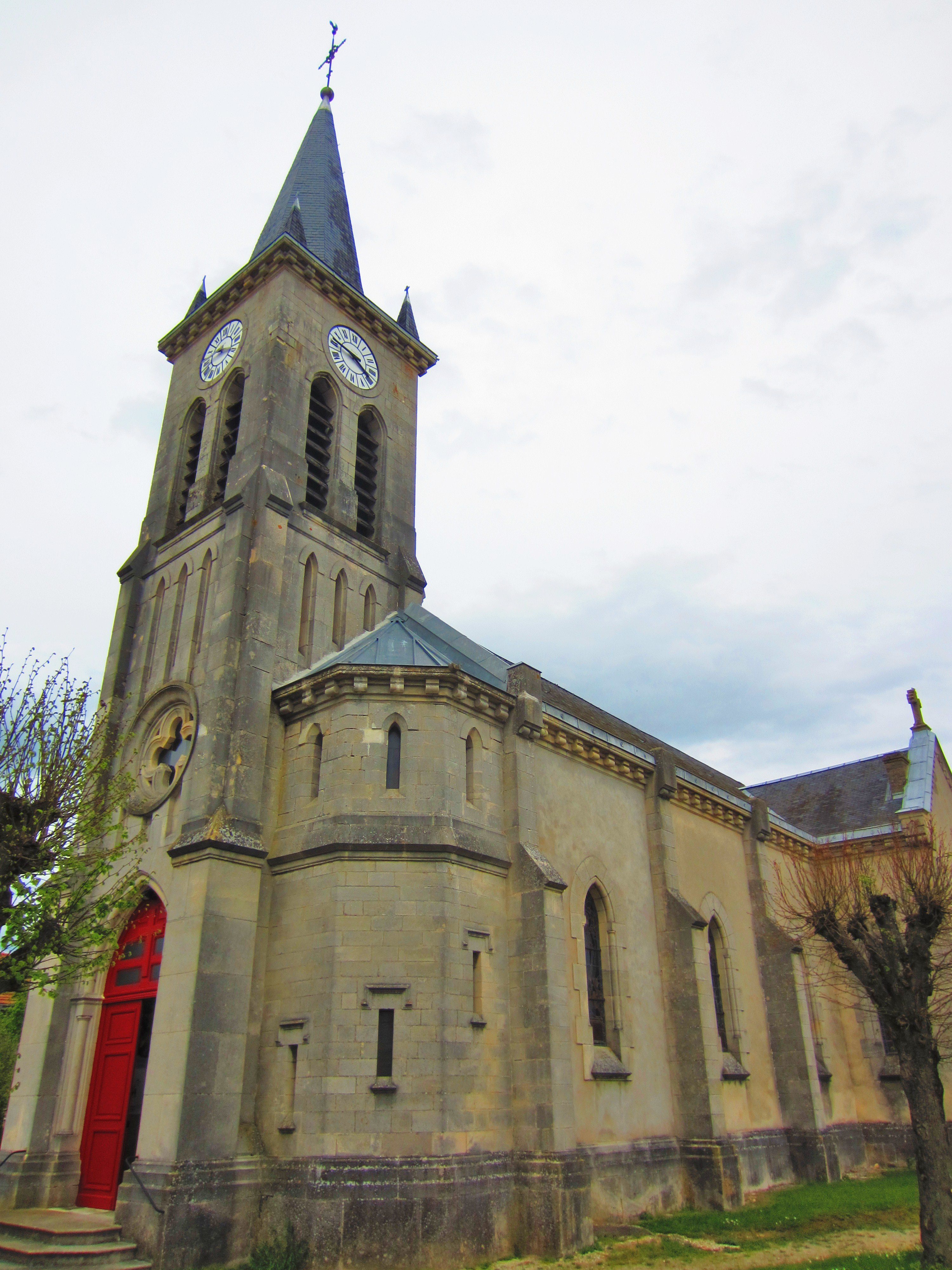
Kirche Saint-Laurent